# Christian Krischkowsky
Christian Krischkowsky (* 1970 in München) ist ein deutscher Jazzmusiker (Schlagzeug, Komposition).

## Leben und Wirken
Krischkowsky begann kurz Geige zu lernen; mit zwölf Jahren begann er Schlagzeug zu spielen. Er erhielt Unterricht und spielte bald in verschiedenen Bands, um dann auf Gitarre und Klavier zu komponieren. Im Alter von 14 und 15 Jahren erhielt er den Förderpreis eines privaten Münchner Radiosenders und hatte einen Fernsehauftritt mit seiner Band im Bayerischen Rundfunk. Nach weiterem Unterricht bei Cloy Petersen, Pete Wrba und Thommy Eberhard nahm er an Workshops international renommierter Schlagzeuger wie Carry Chaffee teil. Neben Bandaktivitäten im Pop- und Rockbereich begann er auch Jazz zu spielen und wurde Mitglied im Landesjugendjazzorchester Bayern. 
1998 zog Krischkowsky nach Ulm, wo er eine eigene Schlagzeugschule gründete. 2003 gründete er sein Christian Krischkowsky Quintet, dessen Debütalbum TS Bremen 2005 bei Double Moon Records erschien. Clubtouren und Auftritte auf internationalen Festivalbühnen folgten. 2010 folgte das zweite Album des Quintetts 55 Days mit Kristiina Tuomi als Gastsolistin. Das dritte Album Digital Immigrant entstand in Quartettbesetzung (mit Peter Ehwald, Marc Schmolling, Roland Fidezius). Ihm folgte 2021 das Album The End of Melancholism (2021). Das Trio Openthebox mit dem Gitarristen Andreas Dombert und dem Bassisten Axel Kühn wurde 2020 gegründet; es wurde 2024 in der Kategorie „Ensemble des Jahres“ für den Deutschen Jazzpreis nominiert.
Krischkowsky wirkte auch bei einigen Studio- bzw. CD-Produktionen sowohl im Rock- und Popbereich mit. 